# Krímska Roza
Krímska Roza (en (ucraïnès): Кримська Роза) és un poble de la República Autònoma de Crimea a Ucraïna, que el 2014 tenia 1.755 habitants. Pertany al districte de Bilogorsk.